# Llista d'alcaldes de Sant Pere de Vilamajor
Llista d'alcaldes de Sant Pere de Vilamajor:
- Josep Planas i Mirambell (1900 - 1903)
- Jaume Pujol i Planas (1903 - 1911)
- Pere Pujol i Calderó (1911 - 1914)
- Josep Pujol i Mas (1914 - 1915)
- Joan Cullell i Sureda (1915 - 1917)
- Pere Pujol i Calderó (1917 - 1923)
- Joan Bruguera i Costa (1923 - 1924)
- Jaume Pujol i Planas (1924 - 1927)
- Josep Arqué i Masifern (1927 - 1927)
- Josep Pujol i Mas (1927 - 1932)
- Pere Otzerans i Bassa (1932 - 1933)
- Sebastià Gibert i Espinosa (1933 - 1934)
- Jacint Ballescà i Pinós (1934 - 1934)
- Salvador Codina i Monfulleda (1934 - 1935)
- Pere Otzerans i Bassa (1935 - 1936)
- Jacint Ballescà i Pinós (1936 - 1936)
- Joan Illa i Morell (1936 - 1936)
- Esteve Auladell i Auladell (1936 - 1937)
- Esteve Arqué i Filbà (1937 - 1937)
- Joan Pascual i Corney (1937 - 1937)
- Jacint Ballescà i Pinós (1937 - 1938)
- Pere Otzerans i Bassa (1939 - 1945)
- Esteve Illa i Safont (1945 - 1947)
- Jaume Pujol i Planas (1947 - 1949)
- Rafael Font i Pou (1949 - 1950)
- Josep Prat i Masó (1950 - 1956)
- Artur Arabia i Ventura (1956 - 1964)
- Joan Bassa i Paituví (1964 - 1965)
- Ramon Batlles i Balmes (1965 - 1966)
- Francesc Casademunt i Concustell (1966 - 1973)
- Esteve Brugera i Arqué (1973 - 1983)
- Josep Brunell i Gómez (1983 - 1995)
- Joan Icart i Clos (1995 - 2003)
- Joan Bruguera i Gras (2003 - 2007)
- Josep Maria Llesuy i Suñol (2007 - 2012)[2]
- Martí Artalejo i Ferrer (2012 - 2015)
- Pamela Isús i Saurí (2015 - ...)[3]